# Guido Bernardi (ciclista)
Guido Bernardi (Pontenure, 21 settembre 1921 – Pontenure, 22 gennaio 2002) è stato un pistard italiano.
Professionista dal 1950 al 1952, fu vicecampione olimpico nell'inseguimento a squadre ai Giochi di Londra 1948.

## Palmarès
- 1948 (Dilettanti)

2ª tappa Giro di Puglia e Lucania (Brindisi)
4ª tappa Giro di Puglia e Lucania (Taranto)
- 1949 (Dilettanti)

Coppa San Geo
- 1950

Gran Premio Ceramisti-Ponzano Magra

## Piazzamenti

### Competizioni mondiali
- Giochi olimpici

Londra 1948 - Inseguimento a squadre: 2º